# Samuel Grafton
Samuel Grafton, född 4 augusti 1907 i Brooklyn, död 2 december 1997 i Manhattan, var en amerikansk journalist.
Samuel Grafton blev ledarskribent vid Philadelphia Record 1929 och andre redaktör för New York Post 1934. Han gjorde sig känd som en av USA:s ledande journalister med en daglig artikel under rubriken I'd rather be right, publicerad i bland annat New York Post, Chicago Sun, Saint Louis Star-Times, Los Angeles Daily News och Seattle Star. Grafton utgav All out! how democracy will defend America (1940) och An American diary (1943).